# Avis Budget Group
Avis Budget Group, Inc., Nasdaq: CAR, är ett amerikanskt multinationellt företag som hyr ut fordon till kunder i 180 länder världen över. För 2011 var de marknadsledande i Australien, Nya Zeeland och USA och hade då 6 500 uthyrningsställen och 350 000 fordon till förfogande.
För 2015 hade Avis en omsättning på omkring $8,5 miljarder och en personalstyrka på 30 000 anställda. Huvudkontoret ligger i Parsippany, New Jersey.